# Maurice Roche
Cet article concerne l'artiste. Pour le baron, voir Maurice Roche (4e baron Fermoy).
Maurice Roche, né le 4 novembre 1924 à Clermont-Ferrand et mort le 19 juillet 1997 à Saint-Cloud, est un compositeur, écrivain, journaliste et dessinateur français.
En 1946 – à la mort de son père – il abandonne les études médicales et musicales qu'il avait entreprises à Paris un an plus tôt et devient journaliste au quotidien Ce soir. Il compose alors sa première musique de scène pour Le Gouffre de Georges Annenkov, et écrit un roman, Les Bazars de haute lune, resté inédit. En 1947, il compose la musique de scène pour Les Épiphanies d’Henri Pichette, pièce créée par Gérard Philipe et Roger Blin.

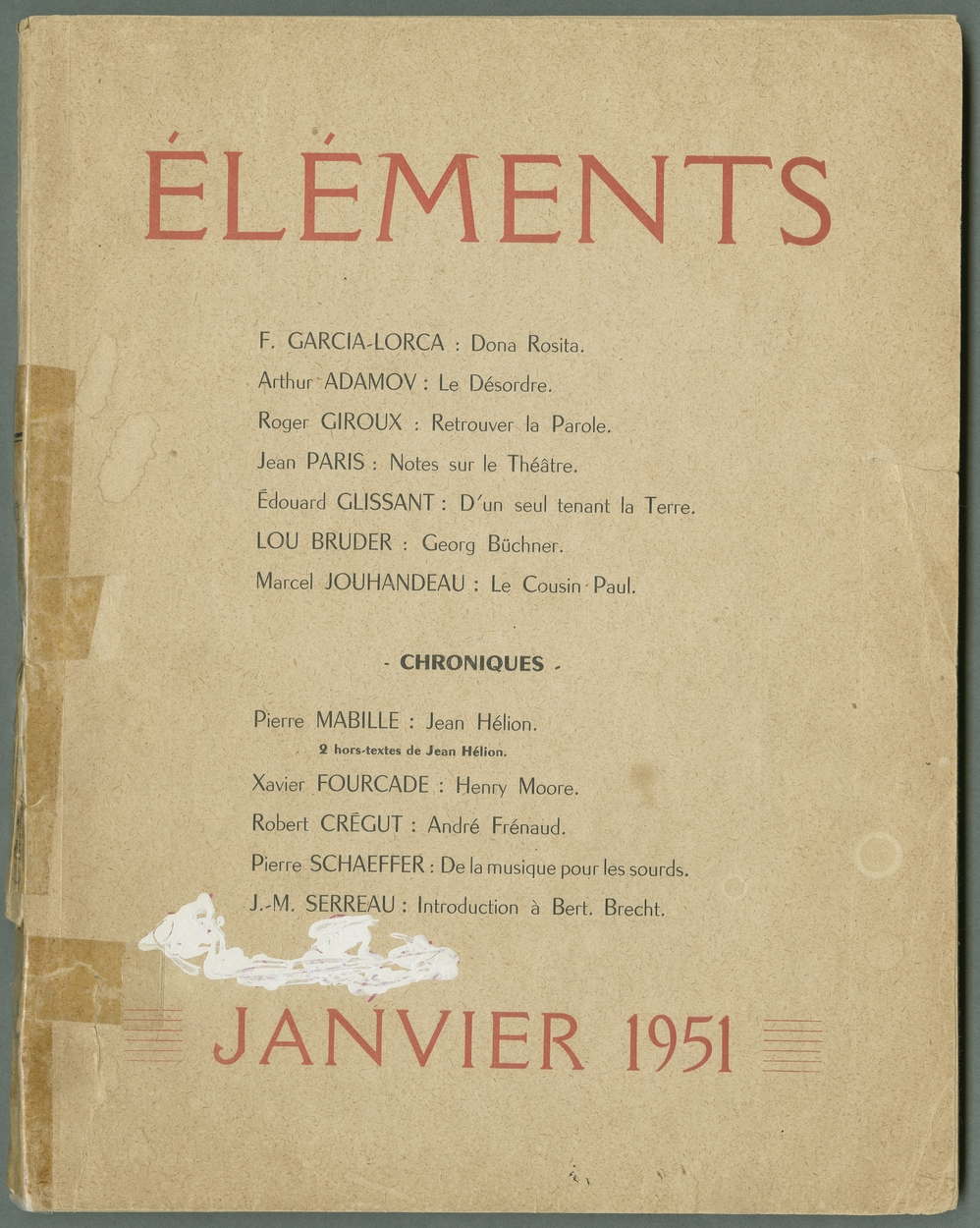
Premier et unique numéro de la revue Éléments, 1951.

 Journaliste dans plusieurs agences de presse, il devient ensuite également essayeur de voitures de course, fonde la revue Éléments et commence à écrire Compact. Entre 1950 et 1953, il participe en tant que musicien à des tournées théâtrales en Europe, notamment avec Jean-Marie Serreau.
 
Entre 1954 et 1959, il commence à publier des textes dans des revues littéraires. En 1960, il publie aux Éditions du Seuil un livre consacré à Claudio Monteverdi, ainsi qu’un numéro collectif de la revue Esprit sur la Musique nouvelle. En 1961, il compose Les ruines circulaires et Stabile, œuvres pour piano créées à Berlin et à Hambourg par Jean Martin.
En 1966, il publie Compact aux Éditions du Seuil, roman au dactylogramme en neuf couleurs où plusieurs récits s’entrecroisent. Il fonde ensuite, avec Jean-Pierre Faye, la revue Change, et publie dans diverses revues telles que Les Lettres nouvelles, Tel quel, Actuel… Puis il publie successivement Circus (1972) et CodeX (1974), romans qui jouent sur les variations typographiques et la combinaison du texte et du dessin.
Obsédé par la mort, il déclinera ce thème tout au long de son œuvre, alliant avec une fantaisie libérée schémas, dessins, aphorismes et montages musicaux. Il meurt à Chaville le 19 juillet 1997, après la réédition en couleurs dans sa version originale de Compact aux éditions Tristram, laissant trois œuvres posthumes : Grande humoresque Opus 27, Pardonnez-moi mon fils et Un petit rien-du-tout tout neuf plié dans une feuille de persil.
Ses archives ont été déposées à l'Institut Mémoires de l'édition contemporaine (IMEC), fonds Maurice Roche.

## Œuvre[2]

### Œuvres parues en volume
- Monteverdi (1960)
- Compact (1966 ; réédité dans sa version originale, en couleur, en 1997)
- Circus (1972)
- CodeX (1974)
- As you like it, illustrations de Claude Viallat (1975)
- Cage, illustrations de Gervais Jassaud (1975)
- Opéra bouffe (1975) [3]
- Mémoire (1976)
- Macabré, dessins de l'auteur (1979)
- Testament, livre cassette (1979)
- Théâtre, illustrations de Daniel Buren (1979)
- Maladie mélodie (1980)
- Camar(a)de (1981)
- Écritures, dessins de l'auteur (1986)
- Correspondance complète avec Philippe Sollers (1986)
- Je ne vais pas bien mais il faut que j’y aille (grand prix de l’humour noir et prix Paul-Vaillant-Couturier ; 1987)
- Qui n’a pas vu Dieu n’a rien vu (1990)
- Fidèles félidés (1992)
- Grande Humoresque opus 27 (1997)
- Pardonnez-moi mon fils (1997)
- Un petit rien-du-tout tout neuf plié dans une feuille de persil (1997) [4]
- Loulou Hebdo, présentation de Bruno Cany suivie d'un texte de Jean-Pierre Faye (2007)

### Textes publiés en revue ou dans des volumes collectifs
- Calques, récit, in Change, no 1, 1968, p. 107-121.
- Circuits, in Actuel, no 3, décembre 1970.
- Circuits 2, in Manteia, no 11, avril 1971.
- Cercles, in Littérature, no 3, oct. 1971.
- Memento mori, in Textuerre, n° 13/14, octobre 1978.
- Légende, in Textuerre, n° 19/20, octobre 1979.
- Action writing, in Jackson Pollock, 21 janvier-19 avril 1982, Paris, Centre Georges Pompidou, 1982, p. 153-158.
- Intérieurs d’écrivains, Francis David éd., Paris, Le dernier terrain vague, 1982, p. 171-173.
- Aussi longtemps que n’importe qui, in Azimuts, revue de design, no 12, « Paysage », 1997, p. 81-83.
- Co-pine, Fusées 8, 2004, p. 121-129.

## Déclarations et entretiens

### Imprimés
- Anne Fabre-Luce, « Réunir le monde en un texte », La quinzaine littéraire, no 139, 16-30 avril 1972, p. 4.
- Michel Braudeau, « Entretien avec Maurice Roche », Actuel, no 21, juin 1972, p. 80.
- Bruno Cany, « Entretien », Fusées 8, 2004.
- Jean-Louis Ezine, « Maurice Roche ou comment l’écriture se donne en spectacle » (article suivi d’un entretien), Les nouvelles littéraires, 29 sept-5oct. 1975, p. 3.
- « Entretien avec Jacques Henric », Art Press, no 21, novembre-décembre 1975, p. 28-29.
- Michel Zéraffa, « Entretien avec Maurice Roche », Recherches poïétiques, Tome II, Le Matériau, Paris, Klincksieck, 1976, p. 74-82.
- David Hayman, « An interview with Maurice Roche », Sub-Stance, no 17, 1977, p. 5-11.
- David Hayman, « An interview with Maurice Roche », Tri-Quarterly, no 38, winter 1977, p. 64-81.
- Jacques Henric, « Maurice Roche », Art Press International, no 4, février 1977, p. 36-37.
- Jean-Marie Le Sidaner et Alain Duault, « Entretien avec Maurice Roche », Impasses, no 5/6, février 1977, p. 50-61.
- « J’aurais aimé être sculpteur », Galerie des arts, no 189, février 1979, p. 68.
- Eva Corredor, « Théorie de la fiction et « fiction théorique » : Entretien avec Maurice Roche », The French review, LIV, no 4, march 1981, p. 538-550.
- André Rollin, Ils écrivent, où ? quand ? comment ?, Paris, Mazarine, 1983, p. 289-297.
- Michel Pierssens, « À la recherche de l’oubli », in Spirale, juin 1984, p. 13.
- Jean Royer, Écrivains contemporains, Entretiens 4, 1981-1986, Montréal, L’Hexagone, 1987, p. 111-122.

### Document audiovisuel
- Maurice Roche, film réalisé par Danièle Baudrier, entretien : Jean Paris, INA-Direction du livre et de la lecture, coll. « Les hommes livres », 50 min.

### Témoignages
- « Maurice Roche, de la mémoire au mythe », série d’émissions diffusées sur France Culture, « Les nuits magnétiques », par Mathieu Bénézet et Véronique Lamendour, du 24 au 26 mars 1998.
- « Surpris par la nuit », émission enregistrée à l’occasion de la réédition de Mémoire chez Tristram et diffusée le 8 juin 2000 sur France Culture.

## Études

### Ouvrages entièrement consacrés à Maurice Roche
- Maurice Roche par les autres, ouvrage collectif, Paris, L’Athanor, 1978, 181 p.
- Jean Paris, Maurice Roche, Paris, Seghers, coll. « Poètes d’aujourd’hui », 1989, 187 p.
- Michel Pierssens, Maurice Roche, Amsterdam, Rodopi, coll. « Monographique Rodopi », 1989, 90 p.
- Claudia Reeder, Maurice Roche : L’écriture en jeu, Thèse de Ph.D, University of Wisconsin-Madison, 1976, 312 p.
- Bernard Teulon-Nouailles, Maurice Roche, sous la chair des mots, Nîmes, CMS, 1993, 104 p.
- La Violence Le Chant, Maurice Roche, ouvrage collectif, L’Isle-sur-la-Sorgue, Les voisins du zéro, 1994, 220 p.

### Ouvrage partiellement consacré à Maurice Roche
- Mathieu Bénézet, Le Roman de la langue, Paris, UGE, coll. « 10/18 », 1977, 279 p.
- Edouard Glissant, "Roche", dans Traité du Tout-monde. Poétique IV, Paris, Gallimard, 1997.

### Numéraux spéciaux de périodiques
- « Roger Giroux/Maurice Roche», Cahier critique de poésie, no 15, Centre international de poésie de Marseille, avril 2008, 302 p.
- « Spécial Maurice Roche », Encres vives no 74/À la lettre no 4-5, 1973, 105 p.
- « Maurice Roche, Écorché vif », Lèvres Urbaines (Montréal), no 9, 1984, 20 p.
- « Maurice Roche », NDLR, no 5/6, 1980, p. 40-67.

### Articles
- Claude Bonnefoy, « Maurice Roche, sculpteur du texte », Les nouvelles littéraires, 29 avril-5 mai 1974, p. 4.
- Claude Bonnefoy, « La parodie comme une arme », Les nouvelles littéraires, 29 sept-5 oct. 1975, p. 4.
- Alain Borer, « One man show », NDLR, no 2, 1976, p. 66-67.
- Alain Borer, « Les parenthèses dans Circus », Courrier du Centre International d’Études poétiques, no 97, 1973, p. 3-12.
- François Bott, « Maurice Roche, Le cri, le rire et le rictus », Le Monde, 26 avril 1974, p. 19.
- Alain Duault, « Circus de Maurice Roche ou labourage et débourrage (de crâne) », Courrier du Centre International d’Études Poétiques, no 105, 1975, p. 3-18.
- Alain Duault, « Thrènes », Critique, no 345, février 1976, p. 150-157.
- Jean-Paul Fargier, « Partie d'éternité avec un déjà mort », Fusées 8, 2004.
- Raymond Federman, « Pour Maurice Roche », Fusées 8, 2004.
- Robert Guiette, « Aventure de lecteur », Revue Générale : perspectives européennes des Sciences Humaines, no 7, 1972, p. 41-46.
- Inez Hedges, « The Cinematographic Writing of Maurice Roche », Visible language, vol. XII, no 3, summer 1978, p. 341-379.
- Sjef Houppermans, « Compact couleurs de Maurice Roche », Formules, no 3, L’âge d’homme, 1999-2000, p. 208-215.
- Jean-François Josselin, « Les mots en jeu », Le nouvel observateur, 29 avril-30 mai 1972, p. 62.
- Hubert Juin, « L’écriture-roche (maurice) », Le magazine littéraire, no 107, décembre 1975, p. 56.
- Christian Prigent, « L'épouvantail de vérité » (version remaniée d'un article paru dans le Dictionnaire de Poésie de Baudelaire à nos jours, PUF, 2001), Fusées 8, 2004.
- Irma Reblitz, préface à Mnémopolis, in Akzente, 16. Jahrg. , Heft 4, 1969, p. 319-321.
- Denis Roche, « Au bout de la rhétorique », La quinzaine littéraire, no 12, 15-30 septembre 1966, p. 9-10.
- Hedwig Rohde, « Wie eine Stadt von Paul Klee », Bücherkommentare, 4 septembre 1972, p. 9.
- Patrick Rousseau, « Le nom et le cadavre », Les cahiers du double, no 1, 1977, p. 87-99.
- Michel Sirvent, « Variables scriptographiques dans Circus de Maurice Roche », Contemporary French & Francophone Studies, U. Connecticut, janvier 2007, p. 15-23.
- Michel Sirvent, « Variantes scripto(icono)graphiques dans Circus de Maurice Roche », Loxias, no 72, « Les nouvelles tendances de la création calligrammatique », Centre Transdisciplinaire d'Epistémologie de la Littérature (CTEL), Université de Nice, Sophia Antipolis, mars 2021.
- Jean-Noël Vuarnet, « Braille-art », postface à Compact, Paris, UGE, coll. « 10/18 », 1976, p. 167-185.
- Jean-Noël Vuarnet, « Inscriptions, dessins, hiéroglyphes, dans Compact de Maurice Roche », Change, no 5, 1970, p. 24-32.
- Jean-Noël Vuarnet, « Hologramme permanent », Fusées 8, 2004.